# الغزوات على أفغانستان
أفغانستان بلد جبلي غير ساحلي يقع على مفترق طرق وسط وجنوب آسيا. وقد تعرضت عبر تاريخها لغزوات من أنظمة سياسية مختلفة «إمبراطوريات وممالك وسلطنات»، ومنها: الإمبراطورية الماورية والأخمينيون وإمبراطورية إسكندر الأكبر المقدونية القديمة والساسانيون والخلافة الراشدة والمغول بقيادة جنكيز خان والدولة التيمورية لتيمورلنك ومغول الهند والسيخ والإمبراطورية البريطانية عبر الراج الهندي والاتحاد السوفيتي وأخيرا قوات حلف شمال الأطلسي (الناتو) التي كانت غالبيتها من الولايات المتحدة التي دخلت البلاد لتطبيق اللائحة الداخلية للناتو حسب المادة 5:«الهجوم على أحد الأعضاء هو هجوم على الجميع» عقب هجمات 11 سبتمبر في الولايات المتحدة. ظل عدد مخفض من قوات الناتو في البلاد لدعم الحكومة بموجب اتفاقية الشراكة الاستراتيجية بين الولايات المتحدة وأفغانستان [الإنجليزية]. قبل الانسحاب الأمريكي في 2021، استعادت طالبان السيطرة على العاصمة كابل ومعظم أنحاء البلاد. فقاموا بتغيير الاسم الرسمي لأفغانستان إلى إمارة أفغانستان الإسلامية.

## الأغراض
من منظور جيوسياسي تعتبر السيطرة على أفغانستان أمرًا حيويًا في السيطرة على بقية جنوب آسيا، والحصول على ممر عبر آسيا الوسطى، مما يعكس موقعها الجغرافي في المنطقة. لعبت أفغانستان دورًا مهمًا في صراع القوى في اللعبة الكبرى. ومن الناحية التاريخية لعب غزو أفغانستان أيضًا دورًا مهمًا في غزو الهند من الغرب عبر ممر خيبر.

## تاريخ

### الغزو الفارسي
لا يُعرف سوى القليل من التفاصيل، إلا أن أجزاء من منطقة أفغانستان الحديثة خضعت لحكم المملكة الميدية لفترة قصيرة.
سقطت أفغانستان جزئيًا في يد الإمبراطورية الأخمينية بعد أن غزاها دارا الأول من بلاد فارس. تم تقسيم المنطقة إلى عدة مقاطعات تسمى المرزبانيات، والتي كان كل منها يحكمها حاكم أو المرزبان. وشملت هذه المرزبانيات القديمة: آريا [الإنجليزية] (هرات)؛ أراشوزيا [الإنجليزية] (قندهار ولشكر كاه وباميان وكويتا)؛ باختر (بلخ)؛ ساتاجيديا [الإنجليزية] (غزنة)؛ وغاندارا (كابول وجلال آباد وبيشاور).

### الغزو اليوناني وهجمات الكوشان
غزا الإسكندر الأكبر ما يعرف اليوم بأفغانستان سنة 330 ق.م وهو جزء من الحرب ضد بلاد فارس. قدمت أفغانستان التي تحوي مرزبانيات في أقصى شرق بلاد فارس بعض المعارك الصعبة عند غزوه ماتبقى من أراضي فارس. وسميت بباكتريا وسكن بها قدامى المحاربين الأيونيين، وبدأ الإسكندر غزوه للهند من ما يعرف الآن بجلال أباد، حيث هاجم حوض نهر السند عبر ممر خيبر. تم تسمية العديد من المدن في أفغانستان باسم الإسكندر، بما في ذلك الإسكندرية أراشوزيا، والتي تسمى الآن قندهار (انكماش إسكندهار).
بعد وفاة الإسكندر وتقسيم مملكته، كانت مقاطعة باكتريا تحت حكم الجنرال سلوقس الذي شكل السلالة السلوقية وعاصمتها بابل. لكن الجنود اليونانيين في باكتريا بناءً على بُعد أراضيهم أعلنوا استقلالهم، وهزموا الجيوش السلوقية المرسلة لإعادة احتلالهم، وأسسوا مملكة إغريقية بخترية التي استمرت لأكثر من ثلاثة قرون في أفغانستان وغرب الهند. استمرت هذه المملكة اليونانية المسماة باكتريا في الثقافة اليونانية بينما كانت معزولة تمامًا عن أوروبا لمدة ثلاثة قرون. عند التنقيب عن مدينة آيخنوم في سبعينيات القرن الماضي، ظهرت مدينة يونانية كاملة بها أكروبوليس ومدرج ومعابد والعديد من التماثيل. تم العثور على الفن اليوناني في باكتريا يظهر تأثير الفن البوذي الهندي مما يخلق شيئًا من أسلوب فني هجين. تحول الملك البكتري ميناندر الأول إلى البوذية بعد أن أجرى العديد من المناقشات اللاهوتية والفلسفية بين كهنته اليونانيين والرهبان البوذيين الهنود. يُذكر ميناندر الأول في البوذية سوترا بأنه «ملك ميليندا اليوناني». الأصل الأيوني للمحاربين اليونانيين القدامى الذين استقروا باكتريا لا تزال تذكره حتى يومنا هذا بالكلمة الأفغانية لليونانيين وهي «إيوناني». ترك الإغريق البكتريون إرثًا من العملات المعدنية والعمارة والفن البوذي، والذي شمل ثقافة غاندهارا، وخاصة الفن اليوناني البوذي الذي أثر على شرق آسيا بالكامل حتى يومنا هذا. تم غزو آخر مملكة يونانية في أفغانستان من قبل غزاة الكوشانيون في القرن الأول بعد الميلاد، أي بعد ثلاثة قرون كاملة من الإسكندر. لكن استمر استخدام اللغة اليونانية من قبل الكوشان في عملاتهم على مدار القرون العديدة التالية.

### الفتح الإسلامي
في القرنين السابع إلى التاسع بعد تفكك الإمبراطورية الفارسية الساسانية والإمبراطورية الرومانية، قادة المسرح العالمي على مدى القرون الأربعة الماضية وأعداء بعضهم البعض، تعرضت المنطقة مرة أخرى للغزو من الغرب، هذه المرة من قبل عمر الخليفة الثاني للخلافة الراشدة، في الفتح الإسلامي لأفغانستان أدت في النهاية إلى اعتناق معظم سكانها للإسلام. كانت هذه واحدة من العديد من الفتوحات الإسلامية التي أعقبت قيام النبي محمد بدولة موحدة في شبه الجزيرة العربية. في أوجها امتدت سيطرة المسلمين - خلال فترة الخلافة الأموية - من حدود الصين إلى شبه الجزيرة الأيبيرية (إسبانيا والبرتغال حاليًا) والشرق الأوسط وشمال إفريقيا وأجزاء من جنوب أوروبا وأجزاء من جنوب شرق أوروبا وأجزاء من آسيا الوسطى وأجزاء من جنوب آسيا.

### إمبراطورية المغول
في الغزو المغولي لخوارزم (1219-1221) غزا جنكيز خان المنطقة من الشمال الشرقي في واحدة من غزواته العديدة لإنشاء إمبراطورية المغول الضخمة. قتلت جيوشه الآلاف في مدن كابل وقندهار وجلال أباد وغيرها من المدن. وبعد عودة جنكيز خان إلى منغوليا، كان هناك تمرد في منطقة هلمند تم إخماده بوحشية من قبل ابنه وخليفته  أوقطاي خان الذي قتل جميع السكان الذكور من غزنة وهلمند بالسيف سنة 1222؛ تم استعباد النساء وبيعهن. بعد ذلك ظلت معظم أجزاء أفغانستان بخلاف أقصى الجنوب الشرقي تحت الحكم المغولي بين خانية جغتاي والإلخانية.
وادعي شعب الهزارة أنهم من نسل الغزاة المغول والترك، على الرغم من أن هذا محل خلاف لأن أول ذكر لشعب الهزارة كان بابر في القرن السادس عشر. يشكل الهزارة غالبية الشيعة في أفغانستان اليوم. بالإضافة إلى ذلك تم تسمية العديد من المناطق في أفغانستان على اسم قادة المغول والترك، مثل باندي تيمور (بمعنى أرض تيمور) في مقاطعة مايواند في ولاية قندهار، وهي المنطقة الوحيدة التي لم يتم أخذها من طالبان مطلقًا خلال الغزو الغربي للقرن الحادي والعشرين، مقاطعة جغتو (سميت على اسم خانية جغتاي) في ولاية وردك، وقرية ويش باغتو في مقاطعة شاه والي كوت، التي سميت باسم باتو.

### حروب تيمورلنك ومغول الهند
غزا تيمورلنك منطقة أفغانستان من 1383 إلى 1385. وأصبحت جزءًا من دولته. وتيمورلنك من المغول الأتراك وعلى الرغم من كونه مسلمًا، إلا أنه رأى نفسه وريثًا لجنكيز خان. تسببت جيوش تيمور في دمار كبير ويقدر أنها تسببت في مقتل 17 مليون شخص. فقد دمر جزءًا كبيرًا من جنوب أفغانستان، وذبح الآلاف واستعبد عددًا متساويًا من النساء. وتحالف مع الأوزبك والهزارة والقوميات التركية الأخرى في الشمال كانت هيمنته على أفغانستان طويلة الأمد، مما سمح له بنجاح غزواته مستقبلًا في وسط الأناضول ضد العثمانيين.
لم يخضع في الفترة التالية أي جزء من أفغانستان لحكم سلطنة دلهي. وبعد التفكك البطيء للدولة التيمورية سنة 1506، ظهر لاحقًا سلطنة مغول الهند في أفغانستان وباكستان ثم الهند على يد بابر في 1526، وهو من سلالة تيمورلنك من خلال والده وربما سليل جنكيز خان من خلال أمه. وفي القرن السابع عشر حكمت السلطنة معظم الهند، لكنها تضعضعت لاحقًا في القرن الثامن عشر.

### غزو إمبراطورية السيخ (1837-1838)
في بداية 1837 اندلعت معركة جمرود بين السيخ بقيادة مهراجا رانجيت سينغ والأفغان بقيادة الأمير دوست محمد خان. بعد توحيد إمبراطورية السيخ في البنجاب، وجه المهراجا رانجيت سينغ موجة من الغزوات على أفغانستان. كان الأفغان يخسرون أراضيهم التي كانوا يسيطرون عليها منذ فترة طويلة لصالح السيخ على مدى السنوات السابقة بسبب الصراعات الداخلية، وشهدوا تفكك دولتهم القوية ذات يوم.
استفاد مهراجا رانجيت سينغ من الفوضى في كابل وحاول غزو بيشاور، وهي الحدود الجنوبية الغربية والشرقية مع البنجاب التي كان يحكمها السلطان دوست محمد خان. قام السيخ بقيادة الجنرال هاري سينغ نالوا بضم المنطقة بعد نجاحهم في توجيه الأفغان خلال معركة بيشاور (1834). عين المهراجا جهان داد خان، الحاكم السابق لأتوك حاكمًا جديدًا لبيشاور في نوفمبر 1838.

### الغزوات البريطانية: 1838-1842، 1878-1880 و 1919
تعرضت أفغانستان ثلاث مرات للغزو من الهند البريطانية خلال القرن التاسع عشر وأوائل القرن العشرين.

نشبت الحرب الأنجلو أفغانية الأولى 1838-1842 بهدف الحد من النفوذ الروسي في البلاد وقمع الغارات عبر الحدود. ولكن تم طرد البريطانيين في غضون أربع سنوات. وبعد التمرد الهندي سنة 1857، غزا البريطانيون أفغانستان مرة أخرى من 1878 إلى 1880، للأسباب نفسها تقريبًا لكنهم لم يحاولوا الحفاظ على وجود دائم. أما النزاع الثالث فقد اندلع سنة 1919. واستمر لمدة ثلاثة أشهر من مايو إلى أغسطس، وانتهى بتسوية أدت إلى إعادة تأكيد أفغانستان على استقلالها والسيطرة على علاقاتها مع الدول الأخرى مع الموافقة ترسيم حدود مع الهند البريطانية عرف باسم خط ديورند. لا يزال هذا الخط هو الحدود بين باكستان وأفغانستان اليوم.

### الغزوات السوفيتية: 1929 و 1930 و 1979
نجح الاتحاد السوفيتي في غزو أفغانستان سنة 1929 ضد الصقاويين [الإنجليزية] ومرة أخرى سنة 1930 لمحاربة حركة باسمشي.
كان الاتحاد السوفياتي إلى جانب دول أخرى من المؤيدين المباشرين للحكومة الأفغانية الجديدة بعد ثورة ثور في أبريل 1978. ومع ذلك فإن الإصلاحات على النمط السوفيتي التي أدخلتها الحكومة مثل التغييرات في عادات الزواج وإصلاح الأراضي لم تلق قبولًا جيدًا من قبل شعب منغمس بعمق في التقاليد والإسلام. وكذلك الطبيعة قمعية لجمهورية أفغانستان الديمقراطية التي أعدمت السجناء السياسيين، وطهرت الحكومة من أي معارضة، قد كان ينظر إليها السكان الأفغان بالتشاؤم. وفي سنة 1979 أدى القتال بين الحكومة الأفغانية ومختلف الفصائل الأخرى داخل البلاد، وبعضها مدعوم من الولايات المتحدة ودول أخرى إلى حرب أهلية افتراضية وفي مكالمة هاتفية مع الكرملين في مارس 1979 طلب رئيس الوزراء الأفغاني نور محمد تراقي مساعدة عسكرية. ولكن رفض رئيس الوزراء السوفيتي أليكسي كوسيغين هذا الطلب نيابة عن المكتب السياسي.
بعد مقتل تراقي كرر رئيس الوزراء الأفغاني الجديد حفيظ الله أمين طلباته للحصول على دعم عسكري سوفيتي، على الأقل لحماية مكان إقامته. أخيرًا قرر المكتب السياسي التعامل مع الوضع في أفغانستان. ففي أوائل ديسمبر أرسل قوات خاصة هاجمت قصر أمين وقتله، ووضع المنفي بابراك كرمال مكانه. تم تعزيز هذه القوات لاحقًا بالجيش الأربعين [الإنجليزية] الذي دخل أفغانستان في 24 ديسمبر 1979. وكما توقع الكرملين فإن هذا التدخل قد سبب مشاكل في جميع أنحاء العالم لاتحاد الجمهوريات الاشتراكية السوفياتية بعد سياسة الانفراج، وليس أقلها في الألعاب الأولمبية القادمة صيف 1980 في موسكو. وكانت النتيجة مقاطعة قوية لدورة الألعاب الأولمبية الصيفية 1980 في موسكو، بدعم من الولايات المتحدة وأيضا من العديد من الدول الـ 65 المدعوة التي لم تشارك.
كان أقصى حد لعدد الجنود السوفيت في أفغانستان 100,000 فرد. استمر هذا الوجود لعقد من الزمان، وبدأ التمويل الأمريكي والسعودي للمجاهدين المعارضين للحكومة الأفغانية والوجود العسكري السوفيتي. فالمجاهدون المحليون ومعهم مقاتلين من عدة دول عربية مختلفة (شاركت قبائل الباتان عبر الحدود أيضًا في الحرب؛ كانوا مدعومين من المخابرات الباكستانية). فقاتلوا القوات السوفيتية حتى وصلت إلى طريق مسدود، حيث اتخذ المكتب السياسي لغورباتشوف في 24 يناير 1989 قرارًا بسحب معظم القوات السوفيتية، مع الاستمرار في تقديم المساعدة العسكرية للحكومة الأفغانية. وفي النهاية أدى القتال بين المجاهدين إلى صعود أمراء الحرب في أفغانستان، ومنها ظهرت حركة طالبان. ترك السوفييت وراءهم الطريق السريع الوحيد في البلاد إضافة إلى العديد من الهياكل الخرسانية التي بنوها في المدن الكبرى والمطارات ولا تزال تستخدم إلى الآن (مثل بغرام).

### غزو الولايات المتحدة والناتو في أكتوبر 2001

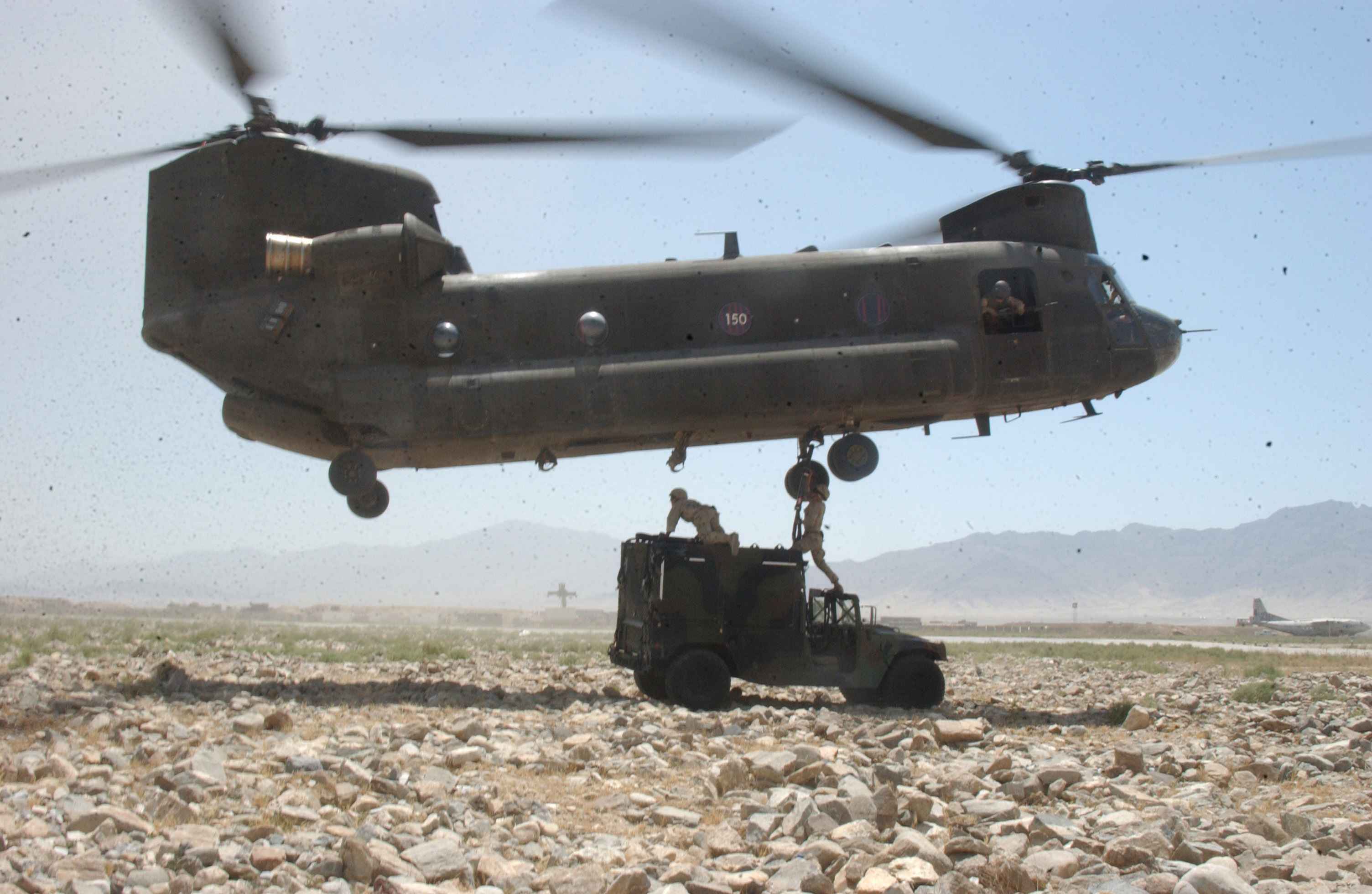
جنود الجيش الأمريكي يجهزون عربة هامفي لتحملها مروحية CH-47 Chinook في بغرام في 24 يوليو 2004

بدأت الولايات المتحدة في 7 أكتوبر 2001 وبدعم من بعض دول الناتو، مثل المملكة المتحدة وأستراليا وغيرهم من الحلفاء الآخرين، غزو أفغانستان في إطار عملية الحرية الدائمة. تم شن الغزو للقبض على أسامة بن لادن، الذي كان المشتبه الأول لهجمات 11 سبتمبر 2001، وكان بحماية الطالبان. ولم تعتقله القوات الأمريكية رغم أنها أطاحت بحكومة طالبان وعطلت شبكة القاعدة التي يتزعمها بن لادن. في 2 مايو 2011 قُتل بن لادن برصاص القوات المسلحة الأمريكية في باكستان. استمرت قيادة طالبان بالاختباء في جميع أنحاء أفغانستان، إلى حد كبير في الجنوب الشرقي، وشنت هجمات حرب العصابات ضد قوات الولايات المتحدة وحلفائها وحكومة الرئيس أشرف غني.
وفي 2006 سلمت القوات الأمريكية أمن البلاد إلى قوات الناتو المنتشرة في المنطقة، ودمج 12000 من جنودها البالغ عددهم 20000 جندي مع 20,000 من الناتو. وواصلت القوات الأمريكية المتبقية البحث عن مسلحي القاعدة. تولى الجيش الكندي القيادة وبدأ على الفور تقريبًا هجومًا على المناطق التي توغل فيها مقاتلو طالبان. على حساب بضع عشرات من جنودها، تمكنت القوات البريطانية والأمريكية والكندية من قتل أكثر من 1000 من مقاتلي طالبان المزعومين وأرسلت الآلاف إلى التراجع. ومع ذلك بدأ العديد من المتمردين الناجين في إعادة تجميع صفوفهم وبعد فترة وجيزة بدأوا في الاشتباك مع كل من قوات الناتو والجيش الوطني الأفغاني، وبدأوا حربًا طويلة الأمد استمرت حتى 2021، عندما انسحبت القوات الغربية وانتصرت طالبان.